# 射鵰英雄傳第三集
《射鵰英雄傳第三集》是1981年邵氏電影公司出品，張徹執導的電影。改編自金庸著名武俠小說《射鵰英雄傳》。前作有《射鵰英雄傳》及《射鵰英雄傳續集》。

## 劇情
劇情以原作故事為主幹。承接上集，丐幫君山大會後，郭靖和黃蓉為探尋武穆遺書而前往鐵掌山。然而在探訪中黃蓉不幸遭鐵掌幫幫主裘千仞所傷，幸得隱居於黑泥沼的瑛姑指點，兩人逐前往南帝段智興處求醫。
在通過座下弟子的考驗後，兩人終見到南帝，始知原來其因後宮變故，悔傷前衍，而出家為僧，法號「一燈」。郭靖黃蓉兩人得知前因後果後，決心助一燈大師抵禦瑛姑來襲。
故事最後瑛姑發現其殺子仇人就是鐵掌幫幫主裘千仞，集眾人之力終將鐵掌幫勢力消滅。

## 演員
| 角色名稱 | 演員   | 備註       |
| -------- | ------ | ---------- |
| 郭靖     | 傅聲   |            |
| 黃蓉     | 妞妞   |            |
| 段智興   | 狄龍   | 南帝       |
| 瑛姑     | 井莉   |            |
| 周伯通   | 郭追   |            |
| 王重陽   | 楊雄   |            |
|          | 劉慧玲 | 大理皇后   |
| 點蒼漁隱 | 江生   | 漁         |
|          | 鹿峰   | 樵         |
| 武三通   | 王力   | 耕         |
| 朱子柳   | 孫建   | 讀         |
| 裘千仞   | 羅莽   | 鐵掌幫幫主 |
| 楊康     | 余太平 |            |
| 裘力     | 朱客   | 裘千仞之侄 |
|          | 劉晃世 | 鐵掌幫弟子 |
|          | 程天賜 | 鐵掌幫弟子 |
|          | 蕭玉   | 鐵掌幫弟子 |

## 外部連結
- 開眼電影網上《射鵰英雄傳第三集》的資料（繁體中文）
- 香港影庫上《射鵰英雄傳第三集》的資料（繁體中文）
- 豆瓣电影上《射鵰英雄傳第三集》的資料 （简体中文）
- 时光网上《射鵰英雄傳第三集》的資料（简体中文）
- 互联网电影数据库（IMDb）上《射鵰英雄傳第三集》的资料（英文）